# Mali Laganj
Mali Laganj je otočić u Jadranskom moru. 
Nalazi se u Kvarneriću, sjeverozapadno od najsjevernije točke otoka Paga, rta Luna.
U neposrednom susjedstvu, sjeverozapadno se nalazi otočić Veliki Laganj, od kojeg je odvojen prevlakom.
Ploveći prema jugoistoku, došlo bi se do otočića Dolfina i Malog Dolfina.